# آنا مارغولين
آنا مارغولين (بالإنجليزية: Anna Margolin)‏ هي كاتِبة وشاعرة أمريكية، ولدت في 21 يناير 1887 في برست في روسيا البيضاء، وتوفيت في 29 يونيو 1952 في نيويورك في الولايات المتحدة.

## وصلات خارجية
- آنا مارغولين على موقع الموسوعة البريطانية (الإنجليزية)
- آنا مارغولين على موقع ميوزك برينز (الإنجليزية)
- آنا مارغولين على موقع ديسكوغز (الإنجليزية)